# Belazaima do Chão
Belazaima do Chão va ser una freguesia portuguesa del concelho d'Águeda, amb 19,8 km² d'àrea i 599 habitants (2011).
En el marc de la reforma administrativa nacional de 2013, va ser fusionada amb les freguesias de Castanheira do Vouga i Agadão per donar lloc a una nova, Belazaima do Chão, Castanheira do Vouga e Agadão.